# Мстислав Ростиславич Храбрый
Мстисла́в Ростисла́вич Хра́брый (в крещении — Георгий или Феодор; ок. 1148/1152 — 13или 14 июня 1180) — князь новгородский, сын Великого князя Киевского Ростислава Мстиславича, святой Русской церкви. Прозвание Храбрый не использовалось при жизни князя. Впервые оно появилось в Новгородской первой летописи младшего извода.

## Биография
В 1168 году участвовал в победе южнорусских князей над половцами. Стремясь вместе с братьями контролировать уделы Киевского великого княжества, встал на сторону Андрея Боголюбского в конфликте 1169 года, но вскоре союзнические отношения прекратились в связи со стремлением Андрея подчинить себе смоленских князей. Поход войск Андрея и его союзников в 1173 году закончился безуспешной осадой Вышгорода. При известии о приближении претендента на киевское княжение Ярослава Волынского с галицким войском осада была снята. В борьбе за власть во Владимиро-Суздальском княжестве 1174—1175 годов вместе с Глебом Рязанским поддерживал ставленников старого ростовского и суздальского боярства, внуков Юрия Долгорукого Мстислава и Ярополка Ростиславичей, против Михаила и Всеволода Юрьевичей, поддержанных новыми ремесленными городами и Святославом Всеволодовичем Черниговским.
В 1179 году новгородцы призвали его на княжение. В 1179 году Мстислав совершил удачный поход на Чудь во главе 20-тысячного войска. Весной 1180 года Мстислав хотел двинуться на Полоцк, однако был остановлен своим старшим братом Романом Смоленским, который выслал сына Мстислава для помощи Полоцку. Поход был отменен. 13 июня 1180 года Мстислав умер от внезапной болезни. По словам летописи, перед смертью он похудел, и у него стал отниматься язык. Новгородцы погребли Мстислава в гробнице Владимира Ярославича в Новгородском Софийском соборе в приделе Рождества Богородицы. В 1879 году его мощи были переложены в новую раку, работы С. Ф. Верховцева. Память его совершается местно 14 (27) июня, а также в дни русских и новгородских святых: соответственно во 2-ю и в 3-ю неделю по Пятидесятнице.

## Семья и дети
- 1-й брак: дочь Ярослава Осмомысла[9].
- 2-й брак (бракосочетание до 1176 года): Феодосия — дочь Глеба Ростиславича Рязанского.

Дети:
- Мстислав Мстиславич Удатный, князь Трепольский, Торопецкий, Новгородский, Галицкий, Торческий.
- Владимир Мстиславич, князь псковский
- Давыд Мстиславич, князь торопецкий[10]